# Йозеф Пунцерт
Йозеф Курт Пунцерт (нім. Josef Kurt Punzert; 6 жовтня 1894, Фойтсберг — 21 жовтня 1968, Лінц) — австро-угорський, австрійський і німецький офіцер, генерал-майор люфтваффе. Кавалер Німецького хреста в золоті.

## Біографія
Син судового пристава. Вивчав право і політологію в Ґраці. 28 липня 1914 року призваний як резервіст в австро-угорську армію. Учасник Першої світової війни, після завершення якої продовжив службу в австрійській армії. З 1 березня 1938 року — офіцер штабу командування австрійських ВПС. Після аншлюсу 15 березня 1938 року автоматично перейшов у вермахт. 1 червня 1938 року переведений в ліквідаційне управління командування австрійських ВПС. 13 червня 1938 року відряджений в 334-ту винищувальну ескадру, 21 червня — в 26-й зенітний батальйон, 4 липня — в командування 6-ї, 14 липня — 17-ї авіаційної області, а 1 листопада очолив штаб області. З 1 червня 1939 року — офіцер для особливих доручень при Імперському міністерстві авіації і головнокомандувачі люфтваффе. З 1 серпня 1939 року — командир 31-ї розвідувальної групи і комендант авіабази Бріга.
З 1 вересня 1939 року служив в штабі командира авіаційних частин групи армій «A», з 6 серпня 1940 року — групи армій «C». З 1 березня 1941 року — начальник штабу 1-ї авіаційної області, з 1942 року — командувача військами в Греції. З листопада 1942 року — командир 23-го авіаполку. 3 серпня 1943 року відправлений в резерв ОКЛ і відряджений в штаб генерала служби особового складу люфтваффе Імперського міністерства авіації. З 16 серпня 1943 року — командир 4-ї авіадивізії. З 28 серпня 1943 року — 1-й авіаційний керівник в Позені. 24 серпня 1944 року знову відправлений в резерв ОКЛ. З 21 січня 1945 року — офіцер зв'язку в штабі 17-ї авіаційної області. В кінці війни потрапив в американський полон.
Після звільнення Пунцерт вивчив ювелірну справу і відкрив власну майстерню. Брав участь у створенні Гуртка вільних підприємців. Окрім цього, Пунцерт був членом Торгової палати Верхньої Австрії. З 1955 року — член керівництва Австрійської партії свободи у Верхній Австрії, потім став членом федерального керівництва партії. В 1961-67 роках — громадський і міський радник Лінца, очолював відділи охорони здоров'я і муніципальних цвинтарів, а також був членом комітетів фінансів, будівництва та ремонту доріг, цвинтарів і кадрових комісій. В 1962-65 роках — член містобудівної комісії. Також Пунцерт був заступником голови Академічної асоціації свободи у Верхній Австрії.

## Звання
- Рекрут (28 липня 1914)
- Лейтенант резерву (1 січня 1916)
- Лейтенант (1 травня 1916)
- Оберлейтенант (1 листопада 1917)
- Титулярний гауптман (1 липня 1921)
- Гауптман (26 січня 1924)
- Майор (5 лютого 1934)
- Оберстлейтенант (4 січня 1936)
- Оберст (1 березня 1940)
- Генерал-майор (1 березня 1943)

## Нагороди
- Срібна медаль «За хоробрість» (Австро-Угорщина) 2-го класу
- Бронзова і срібна медаль «За військові заслуги» (Австро-Угорщина) з мечами
- Хрест «За військові заслуги» (Австро-Угорщина) 3-го класу з військовою відзнакою і мечами
- Військовий Хрест Карла
- Медаль «За поранення» (Австро-Угорщина) з однією смугою
- Пам'ятна військова медаль (Австрія) з мечами
- Хрест «За військові заслуги» (Австрія) 3-го класу (22 січня 1936)
- Хрест «За вислугу років» (Австрія) 2-го класу для офіцерів (25 років)
- Пам'ятна військова медаль (Угорщина) з мечами
- Почесний хрест ветерана війни з мечами
- Медаль «За вислугу років у Вермахті» 4-го, 3-го, 2-го і 1-го класу (25 років)
- Нагрудний знак «За поранення» в чорному
- Залізний хрест 2-го і 1-го класу
- Німецький хрест в золоті (3 квітня 1944)
- Почесний член студентських братств «Молдавія-Відень» (1950) і «Маркоманнія-Лінц» (1966)
- Почесний голова Гуртка вільних підприємців